# Josip Franjo Domin
Josip Franjo Domin (Zagreb, 28. siječnja 1754. – Zagreb, 19. siječnja 1819.), hrvatski katolički svećenik, isusovac, fizičar.

## Životopis
Školovao se u Zagrebu, Beču, Leobenu i Grazu. Velikan hrvatske znanosti. Isusovcima pristupio 1769. godine. U Zagrebu diplomirao filozofiju na Kraljevskoj akademiji znanosti filozofiju (1774.) i teologiju (1776.). Doktorirao iz matematike i fizike (1777.) u Trnavi. Postao je redovitim profesorom teorijske i eksperimentalne fizike, mehanike i gospodarstva. Predavao u Ugarskoj, u kojoj je ostao 21 godinu. Predavao je na Kraljevskoj akademiji znanosti u Juri i u Pečuhu. U Peštu odlazi 1792. gdje predaje fiziku na Filozofskom fakultetu, naslijedivši na tom mjestu I. B. Horvatha. Već nakon dvije godine dekan je na tom fakultetu i dužnost obnaša dvije godne. Već 1798. je rektor Sveučilišta u Pešti. 1799. godine Arkadijska akademija u Napulju primila ga je u članstvo čiji je počasni doktor. Od 1800. djeluje u Hrvatskoj. Zagrebački je kanonik, a od 1801. rektor biskupskoga sjemeništa u Zagrebu. Etrurska akademija u Cortoni primila ga je u članstvu 1802. godine.
Posve je prihvatio nove ideje u duhu Newtonove i Boškovićeve fizike. Bavio se kemijom, s naglaskom na različite vrste umjetnoga zraka, a napose “zapaljivoga zraka” (vodika). 
Bavio se kemijom plinova, pokusim sa zračnim balonima, naravi i širenjem zvuka, statičkim elektricitetom i njegovom primjenom u medicini. 
Razradio Franklinovo učenje o elektricitetu.
U jednoj je raspravi pobio ustaljeno mišljenje o koristi zvuka za otklanjanje elektriciteta (munje).  Četiri Dominove rasprave iz elektroterapije pionirski su rad u primjeni elektriciteta u liječenju i prvi se u Hrvata bavio elektroterapijom. Razne je bolesti liječio statičkim elektricitetom i među prvima je spoznao učinke električnih izbijanja na cijeljenje ognojenih rana.
Usavršio je električni upaljač na vodik. Opisao način njegova rada i primjene u raspravi Opis najbolje poznate električne svjetiljke i način (njezine) primjene. U Ugarskoj je bio prvi vršio pokuse s balonima za letenje (od 1784). Sudjelovao u izradi planova za regulaciju rijeke Save.
Jedna epizoda serije Velikani hrvatske znanosti posvećena je Josipu Franji Dominu.

## Vanjske poveznice
- Zbornik Odsjeka za povijesne znanosti Zavoda za povijesne i društvene znanosti HAZU, Vol.15 listopad 1988. Snježana Paušek-Baždar: Prilog životopisu Josipa franje Domina (1754-1819) na temelju istraživanja prepiske i arhivskih izvora
- Hrvatski radio - Radio Sljeme  Arhivirana inačica izvorne stranice od 6. studenoga 2016. (Wayback Machine) Zagrebački vremeplov: Josip Franjo Domin, emitirano 1. ožujka 2014.